# سيف صالح محسن الضالعي
     لشخصية أخرى تحمل اسم سيف الضالعي، طالع سيف الضالعي (توضيح).

اللواء الركن سيف صالح محسن الضالعي قائد عسكري يمني، عُين في 6 مايو 2015 قائداً المنطقة العسكرية الرابعة خلفاً لعلي ناصر هادي الذي قتل خلال اشتباكات مسلحة في الحرب الأهلية اليمنية.

## مناصب
1. عضو المجلس العسكري الاستشاري للقائد الأعلى للقوات المسلحة 10 أبريل 2013.
2. أركان حرب المنطقة العسكرية الرابعة حتى 6 مايو 2015.

| سبقه علي ناصر هادي | قائد المنطقة العسكرية الرابعة 6 مايو 2015 - 7 يوليو 2015 | تبعه أحمد سيف محسن اليافعي |